# Xijiu (köping)
Xijiu (kinesiska: 习酒, 习酒镇) är en köping i Kina. Den ligger i provinsen Guizhou, i den sydvästra delen av landet, omkring 170 kilometer norr om provinshuvudstaden Guiyang. Antalet invånare är 28045. Befolkningen består av 13 422 kvinnor och 14 623 män. Barn under 15 år utgör 20,0 %, vuxna 15-64 år 69 %, och äldre över 65 år 9,0 %.